# Bourne (Lincolnshire)
Bourne is een civil parish in het bestuurlijke gebied South Kesteven, in het Engelse graafschap Lincolnshire. De plaats telt 14.456 inwoners.

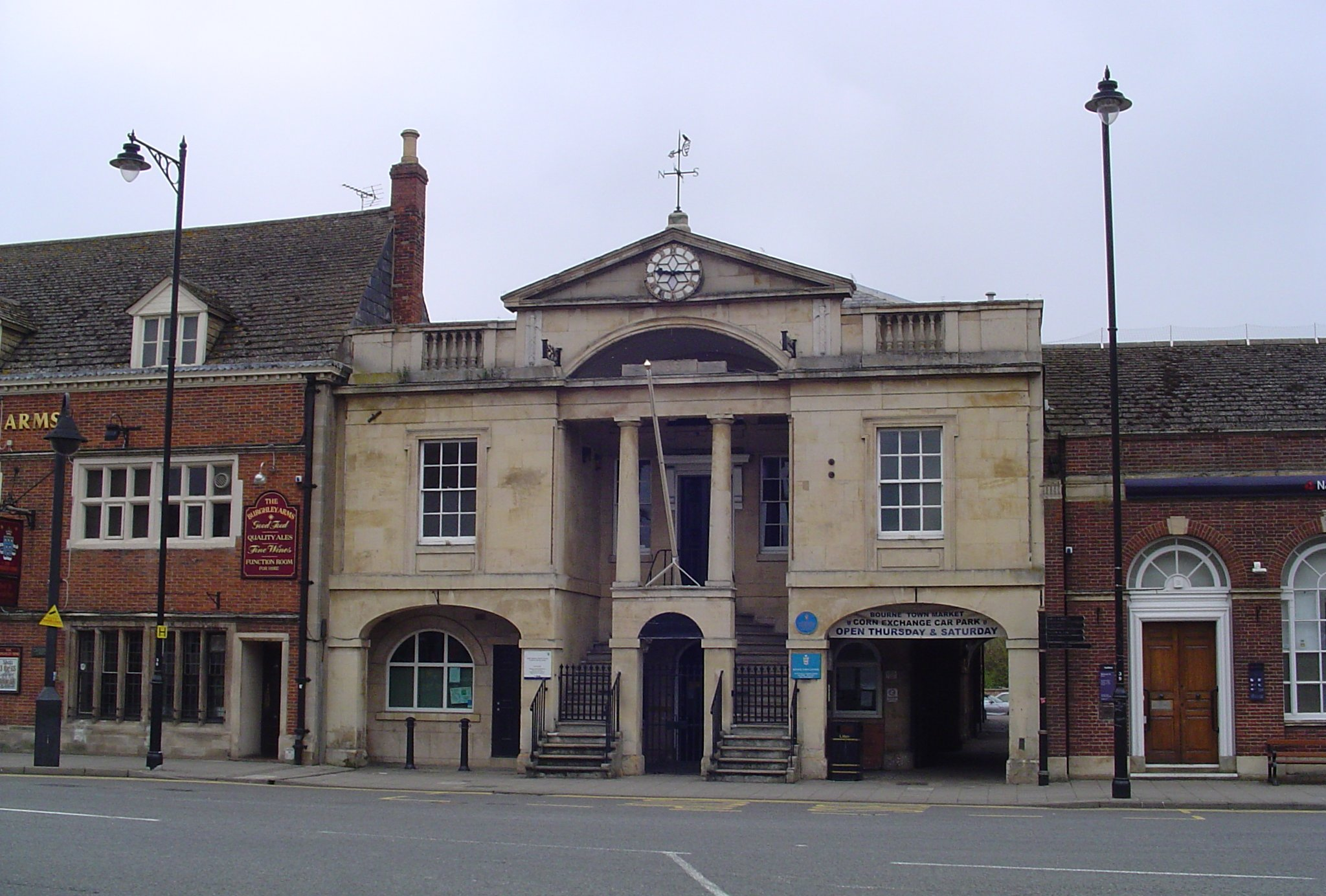
Gemeentehuis